# Al-Jaghboub (ville)
Pour les articles homonymes, voir Al-Jaghboub et Giarabub.
Al-Jaghboub (en arabe : الجغبوب, italien : Giarabub) est une localité libyenne située dans le désert Libyque oriental, en Cyrénaïque, à 290 km au sud de Tobrouk. Faisant partie administrativement du chabiyat d'Al Boutnan, elle est en fait plus proche de la ville égyptienne de Siwa que de n'importe quelle autre localité libyenne.

## Histoire

### Avènement de la confrérie religieuse Senoussie
Elle a été le siège de la confrérie soufie Sanousiyya, et une ancienne université islamique et un palais Sanoussi s'y trouvaient (désormais en ruines).

### Époque coloniale italienne
En février 1931, l'administration coloniale italienne dirigée par le maréchal Rodolfo Graziani décide de construire une barrière de barbelés s'étendant du port méditerranéen de Bardia à al-Jaghboub, soit 270 km de distance. Encadrée par des patrouilles blindées et l'armée de l'air, la barrière avait pour de but de couper les rebelles de leurs sources d'approvisionnement et de leurs contacts avec les dirigeants de la Sanousiyya en Égypte. La construction de la barrière a commencé en avril 1931 et s'est achevée en septembre. 
Avec l'expulsion de presque toute la population du Djebel Akhdar (la Montagne verte), cela précipita la fin de la révolte senoussie. Ces événements furent portés au cinéma dans le film: Le Lion du désert de Moustapha Akkad racontant l'épopée de Omar al Mokhtar sorti en 1981.

### Seconde guerre mondiale
Al-Jaghboub est surtout connue pour avoir été le théâtre d'une bataille livrée entre les forces du Commonwealth et l'armée italienne pendant la Seconde Guerre mondiale. Une garnison composée de troupes coloniales italiennes et libyennes dirigées par le colonel Salvatore Castagna ont résisté pendant trois mois à un siège imposé par des Britanniques supérieurs en nombre, avant de tomber le 21 mars 1941,,. La résistance farouche des troupes italiennes a été largement célébrée par le régime fasciste et fut utilisée pour minimiser sa défaite militaire en Cyrénaïque. Le film Giarabub, sorti en 1942 et réalisé par Goffredo Alessandrini, retrace ces événements.

## Personnalités liées
- Idris Ier de Libye, roi de Libye de 1951 à 1969 et membre de la dynastie al-Sanussi.

## Source
- (en) Cet article est partiellement ou en totalité issu de l’article de Wikipédia en anglais intitulé « Jaghbub, Libya » (voir la liste des auteurs).